# David Browning
David Browning (Boston, 5 de junho de 1931 – 13 de março de 1956) foi um saltador estadunidense, campeão olímpico.

## Carreira
Ele competiu nos Jogos Olímpicos de Verão de 1952 em Helsinque e venceu a prova masculina de trampolim de 3 metros com a pontuação total de 205.29, conhecida na ocasião como springboard. Após sua vitória olímpica na capital finlandesa, Browning subiu em um mastro para roubar uma bandeira olímpica e foi preso. Ele foi introduzido postumamente no International Swimming Hall of Fame em 1975.